# Malanea jauaensis
Malanea jauaensis är en måreväxtart som beskrevs av Julian Alfred Steyermark. Malanea jauaensis ingår i släktet Malanea och familjen måreväxter. Inga underarter finns listade i Catalogue of Life.